# Trinity Hills
Trinity Hills son una serie de colinas en el sureste de la isla de Trinidad. Según la leyenda, es por estas colinas que Cristóbal Colón llamó así a la isla de Trinidad, en Trinidad y Tobago. Colón había prometido nombrar a la siguiente tierra que descubriera como la Santísima Trinidad. El mirador, Alonzo Pérez informó que vio tres colinas. Sobre la base de su ubicación, se ha cuestionado sobre si Pérez podría haber visto las colinas de Trinidad, Esta interpretación ha sido cuestionada por Boos Hans, quien declaró que tres picos —presumiblemente Morne Derrick, Morne Gros, y la colina de Guaya— son visibles cuando uno se acerca a Trinidad desde el sureste a lo largo de la ruta seguida por Colón.